# Getnet Wale
Getnet Wale Bayabl, né le 16 juillet 2000, est un athlète éthiopien, spécialiste du 3 000 m steeple.

## Biographie
Médaillé d'argent des Jeux Africains en 2019 sur 3 000 m steeple, Getnet Wale remporte la finale de la Ligue de Diamant à Bruxelles le 6 septembre avec le temps de 8 min 06 s 92. Aux Mondiaux de Doha le 4 octobre, il termine au pied du podium mais bat tout de même son record personnel sur la distance en 8 min 05 s 21.
Le 9 février 2021 à Liévin, il établit la deuxième marque de tous les temps du 3 000 m en salle avec le chrono de 7 min 24 s 98, à seulement 8 centièmes de secondes du record du monde, détenu depuis 1998 par le Kényan Daniel Komen.

## Palmarès
| Date | Compétition                    | Lieu             | Résultat | Épreuve         | Temps         |
| ---- | ------------------------------ | ---------------- | -------- | --------------- | ------------- |
| 2016 | Championnats du monde juniors  | Bydgoszcz        | 3e       | 3 000 m steeple | 8 min 22 s 83 |
| 2017 | Championnats du monde          | Londres          | 9e       | 3 000 m steeple | 8 min 25 s 28 |
| 2018 | Championnats du monde juniors  | Tampere          | 3e       | 3 000 m steeple | 8 min 26 s 16 |
| 2018 | Championnats d'Afrique         | Asaba            | 3e       | 3 000 m steeple |               |
| 2019 | Jeux africains                 | Rabat            | 2e       | 3 000 m steeple | 8 min 14 s 6  |
| 2019 | Ligue de diamant               | Ligue de diamant | 1er      | 3 000 m st.     | 8 min 06 s 92 |
| 2019 | Championnats du monde          | Doha             | 4e       | 3 000 m st.     | 8 min 05 s 21 |
| 2022 | Championnats du monde          | Eugene           | 4e       | 3 000 m st.     | 8 min 28 s 68 |
| 2023 | Championnats du monde          | Budapest         | 11e      | 3 000 m st.     | 8 min 21 s 03 |
| 2024 | Championnats du monde en salle | Glasgow          | 4e       | 3 000 m         | 7 min 44 s 77 |
| 2024 | Jeux olympiques                | Paris            | 9e       | 3 000 m steeple | 8 min 12 s 33 |

## Records
| Épreuve         | Temps          | Lieu    | Date           |
| --------------- | -------------- | ------- | -------------- |
| 3 000 m steeple | 8 min 5 s 15   | Rabat   | 28 mai 2023    |
| 3 000 m         | 7 min 24 s 98  | Liévin  | 9 février 2021 |
| 5 000 m         | 12 min 53 s 28 | Hengelo | 8 juin 2021    |